# Freida McFadden
Freida McFadden (Nova York, 1 de maig de 1980) és el pseudònim d'una escriptora estatunidenca i metgessa especialitzada en lesions cerebrals. Coneguda per escriure la sèrie de llibres de L'assistenta.
Guanyà el premi València Negra l'any 2024 a la categoria Best Novel amb el primer llibre de la sèrie, L'assistenta. Viu a Boston amb el seu marit i té dos fills.